# Црква брвнара у Брзану
Црква брвнара у Брзану, насељеном месту на територији општине Баточина, припада Епархији шумадијској Српске православне цркве. Представља непокретно културно добро као споменик културе, решењем Завода за заштиту и научно проучавање споменика културе НРС решењем бр. 2264/48 од 20. децембра 1948. године.

## Историја и изглед
До успона црквеног живота у Србији долази почетком деветнаестог века, после устанака 1804. и 1815. године када се формира млада српска држава. У њој православна вера заузима истакнуто место као званична државна вероисповест. Зато је борба за црквену самосталност била један од најважнијих националних и државотворних задатака још у време Првог и Другог српског устанка. Црквену аутономију је издејствовао кнез Милош Обреновић умешном дипломатијом која је резултирала добијањем Хатишерифа 1830. године. Тада су Срби добили право да постављају своје владике и да слободно граде православне храмове. Након тога креће талас велике обнове парохијског живота у Кнежевини Србији који је подразумевао интензивну израдњу нових и обнову постојећих храмова.
Црква брвнара у Брзану је саграђена 1822. године уз помоћ кнеза Милоша Обреновића и служила је све до 1928. када је сазидана данашња црква. 
 Брвнару је градио мајстор Јован који је такође саградио Манастир Покајницу. Иконостас је насликао мајстор Јован Јања 1829-1830. године са великом позлатом.
Од црквених утвари 1836. године црква је поседовала: 
- један путир, 2 крста, један налоњ,
- 5 кандила, 2 кадионице,
- једну звездицу, једну кашику, једно копље, један дискос, једну петохљебницу,
- 2 звонца, један полијелеј,
- 3 чирака, један тасић, једну кутију за агнец и 2 сандука.
- 4 епитрахиља, једанвоздух, једне наруквице, један стихар, један појас,
- 2 фелона, један антиминс,
- 5 ђачка стихара,
- 3 завесе, 3 завесе на престолу, 2 завесе на проскомидији, једна на налоњи,
- 2 дарка, један пешкир и један барјак
- 11 примерака црквених књига и то: једно Евангелије, 2 Минеја, један Октоик, један Служебник, један Пентикостар, један Триод, једну Ирмологију, један Апостол, један Требник и један Псалтир.[4]

Црква је имала и једно звоно. Није располагала никаквим ни покретним ни непокретним имањем изван црквене порте.
Црква посвећена Светом пророку Илији, постављена је на плитким темељима од ломљеног камена, грађена је у облику брода, хоризонталним слагањем брвана. Мада је мањих димензија, она је припада средњем типу цркава (површине 56 m²). Целокупна дужина износи 11,80 m, a ширина 5,30 m. Уже стране завршавају ce вишеугаоно – трем је са пет прелома, a олтарски простор са шест, тако да прозор y том делу није могао бити постављен y основи брода. Црква је подељен y три дела: трем, средишни и олтарски део. Зидови од брвана, пресека 10 – 12/20 – 25 cm положени су на зидане темеље од ломљеног камена.
Трем је полуотворен, са вишеугаоним преломима у основи, орнаментисаним храстовим стубовима и оградом од профилисаног, вертикално слаганог шашовца. Под на трему је поплочан опеком старог формата, а таваница је обложена профилисаним и по ивици бојеним шашовцем. У унутрашњости је под поплочан опеком квадратног формата. Таваница је коритасто засведена и обложена профилисаним шашовцем. Овако засведена завршава се над олтарским простором, преламајући се и пратећи облик вишеугаоне олтарске апсиде. Кров цркве је висок и стрм, покривен храстовом шиндром. Црква се одликује богатством геометријских орнамената на западним и северним вратима, као и бојадисаном флоралном орнаментиком на иконостасу.
До 1950. године црква је била y прилично трошном стању, a њена архитектура временом измењена. Шиндра је иструлела a стреха пропала, услед чега је долазило до јачег прокишњавања. Конзерваторски радови чишћења и заштите су извршени 1951. и 1952. године. 